# Giovanni Vidari
Giovanni Vidari (Vigevano, 3 luglio 1871 – Torino, 12 aprile 1934) è stato un pedagogista e traduttore italiano.
Dal 1912 tenne la cattedra di pedagogia all'Università di Torino. Fu membro del Consiglio superiore della pubblica istruzione.
Conoscitore e divulgatore del pensiero pedagogico di Kant (di cui tradusse molte opere), cercò di conciliare i princìpi della propria formazione di stampo positivistico con le nuove idee dell'idealismo pedagogico. Fu sindaco di Pavia dal 1906 al 1908.

## Opere
- Elementi di pedagogia, 3 voll., Milano 1916-1920;
- Il pensiero pedagogico italiano nel suo sviluppo storico, Torino 1924;
- L'educazione in Italia. Dall'Umanesimo al Risorgimento, Roma 1930.